# ابودلف شاه نخجوان
ابودلف شاه نخجوان از حاکمان خوش‌نام در ادب فارسی است. او ستوده قطران تبریزی است. اسدی توسی گرشاسپ‌نامه را به فرمان او و به نام او سروده است. اسدی او را با نام‌های «تازی» و «شیبانی» می‌خواند. اما «دیرانی» و «از تخمهٔ پیغمبر» نیز نامیده شده است.